# Taifa Tejada
De taifa Tejada was een emiraat (taifa) in de regio Andalusië, in het zuiden van Spanje. Tejada (Arabisch: Talyata), nu het dorp Paterna del Campo, was de hoofdplaats van de taifa.
De taifa kende van 1145 tot 1150 een korte onafhankelijke periode. Emir Yusuf al-Bitruyi was vanaf 1145 ook emir van de taifa Niebla. Hij stierf in 1150.

## Lijst van emirs
Banu al-Mundir
- Abu al-Walid Mohammed ibn al-Mundir: 1145–1146

Banu Bitruy
- Yusuf al-Bitruyi: 1146–1150
- Aan Almohaden uit Marokko: 1150